# Tinguipaya
Tinguipaya (auch: Tinquipaya oder Gabriel Vera) ist eine Ortschaft im Departamento Potosí im Hochland des südamerikanischen Anden-Staates Bolivien.

## Lage im Nahraum
Tinguipaya ist der zentrale Ort des Municipios Tinguipaya in der Provinz Tomás Frías. Die Ortschaft liegt auf einer Höhe von 3190 m am rechten Ufer des Río Tinguipaya, der in seinem weiteren Verlauf in den Río Pilcomayo, einen Nebenfluss von Río Paraguay und Río Paraná, mündet.

## Geographie
Tinguipaya liegt am Ostrand des bolivianischen Altiplano vor der Anden-Gebirgskette der Cordillera Central. Das Klima ist das typische Tageszeitenklima der Kalttropen, bei dem die mittleren Schwankungen der Temperaturen im Tagesverlauf deutlicher ausfallen als im Ablauf der Jahreszeiten.
Die Jahresdurchschnittstemperatur der Region liegt bei etwa 7 °C (siehe Klimadiagramm Tinguipaya), die Monatsdurchschnittswerte schwanken nur unwesentlich zwischen knapp 4 °C im Juni/Juli und knapp 9 °C von November bis Januar. Der Jahresniederschlag beträgt etwa 370 mm, die Monatsniederschläge liegen zwischen unter 15 mm in den Monaten April bis September und im Maximum bei etwa 80 mm im Januar und Februar. 

## Verkehrsnetz
Tinguipaya liegt in einer Entfernung von 77 Straßenkilometern nordwestlich von Potosí, der Hauptstadt des gleichnamigen Departamentos.
Von Potosí aus führt die Nationalstraße Ruta 1 in nördlicher Richtung über Yocalla nach Oruro und El Alto, der Nachbarstadt von La Paz. Knapp vier Kilometer hinter Yocalla zweigt eine Landstraße nach Norden ab und erreicht Tinguipaya nach weiteren 32 Kilometern.

## Bevölkerung
Die Einwohnerzahl der Ortschaft ist in den vergangenen beiden Jahrzehnten um etwa ein Drittel angestiegen:
| Jahr | Einwohner | Quelle       |
| ---- | --------- | ------------ |
| 1992 | 461       | Volkszählung |
| 2001 | 499       | Volkszählung |
| 2012 | 628       | Volkszählung |
| 2024 |           | Volkszählung |

Die Region weist einen deutlichen Anteil an Quechua-Bevölkerung auf, im Municipio Tinguipaya sprechen 99,3 Prozent der Bevölkerung Quechua.

## Gabriel Vera
Gabriel Vera, dessen Namen die Ortschaft als Zweitnamen trägt, war in den 1930er Jahren der erste Bergbauingenieur im Raum Potosí.
Seine Tochter Josefina Vera-Murillo bereiste Jahr für Jahr die bolivianischen Minensiedlungen, um die Minenarbeiter und ihre Familien in der spanischen Sprache zu unterrichten. Später veröffentlichte sie das Buch „Hacia Mi Porvenir“, das sich an die spanisch-sprechenden Menschen in diesen Siedlungen wandte und noch heute zum Standard jeder Gemeindebücherei zählt.
Gabriels Enkelinnen führen die Unterstützung von Familien in den bolivianischen Minensiedlungen fort:
- Ximena Murillo entwickelte an der University of St. Thomas (Texas) das humanitäre Projekt "Empowering Women in Mining Communities of Bolivia" (Teilhabe von Frauen in bolivianischen Minensiedlungen);[6]
- Carla Murillo ist Leiterin von ODPS Bolivia, der Organisation vor Ort in Bolivien, welche die Ideen des Projekts vor Ort umsetzt;
- Sonia Murillo ist Kinderärztin und sponsert mit ihrer Klinik medizinische Hilfslieferungen für Kinder in den bolivianischen Minensiedlungen.